# Cycnoches glanduliferum
Cycnoches glanduliferum är en orkidéart som beskrevs av Robert Allen Rolfe. Cycnoches glanduliferum ingår i släktet Cycnoches, och familjen orkidéer. Inga underarter finns listade i Catalogue of Life.